# Championnats d'Afrique
Les championnats d'Afrique sont des compétitions sportives, qui déterminent le sportif ou la meilleure équipe sportive  du continent africain dans sa catégorie. Ils ont lieu à des intervalles différents en fonction des sports. 

## Compétitions
- Championnats d'Afrique de 470
- Championnats d'Afrique d'athlétisme
- Championnats d'Afrique d'aviron
- Championnats d'Afrique de badminton
- Championnat d'Afrique masculin de basket-ball
- Championnat d'Afrique féminin de basket-ball
- Championnats d'Afrique de beach-volley
- Championnats d'Afrique de BMX
- Championnats d'Afrique de boxe amateur
- Championnats d'Afrique de course en ligne de canoë-kayak
- Championnats d'Afrique de course en montagne
- Championnats d'Afrique de cross-country
- Championnats d'Afrique de cyclisme sur piste
- Championnats d'Afrique de cyclisme sur route
- Championnats d'Afrique de dames
- Championnats d'Afrique de descente de canoë-kayak
- Championnats d'Afrique de duathlon
- Championnat d'Afrique d'échecs
- Championnats d'Afrique des épreuves combinées
- Championnats d'Afrique d'escrime
- Championnat d'Afrique des nations de football
- Championnat d'Afrique de futsal
- Championnats d'Afrique de gymnastique aérobic
- Championnats d'Afrique de gymnastique artistique
- Championnats d'Afrique de gymnastique rythmique
- Championnats d'Afrique d'haltérophilie
- Championnat d'Afrique de handball masculin et féminin
- Championnats d'Afrique de judo
- Championnats d'Afrique de karaté
- Championnat d'Afrique de kayak-polo
- Championnats d'Afrique de Laser
- Championnats d'Afrique de lutte
- Championnats d'Afrique de marathon
- Championnats d'Afrique de marche
- Championnats d'Afrique de natation
- Championnats d'Afrique de pentathlon moderne
- Championnats d'Afrique de pétanque
- Championnats d'Afrique de roller de vitesse
- Championnats d'Afrique de RS:X
- Championnat d'Afrique de rugby à sept
- Championnat d'Afrique féminin de rugby à sept
- Championnats d'Afrique de semi-marathon
- Championnats d'Afrique de slalom de canoë-kayak
- Championnat d'Afrique des nations de surf
- Championnats d'Afrique de taekwondo
- Championnats d'Afrique de tennis de table
- Championnats d'Afrique de tir
- Championnats d'Afrique de tir à l'arc
- Championnats d'Afrique de trampoline
- Championnats d'Afrique de triathlon
- Championnat d'Afrique masculin de volley-ball
- Championnat d'Afrique féminin de volley-ball
- Championnats d'Afrique de VTT